# Цефеида
Цефеида припада посебној класи променљивих звезда, значајних по веома тесној корелацији између периода променљивости и апсолутне луминозности. Ове звезде добиле су назив по звезди делта Цефеја (Delta Cephei), чију променљивост је први открио Џон Гудрик (John Goodricke), 1784. године.
Захваљујући поменутој период-луминозност корелацији, коју је прва открила Хенријета Свoн Лeвит (Henrietta Swan Leavitt), 1912. године, постало је могуће Цефеиде користити као стандардну свећу (астрономски објекат чија је луминозност позната) за одређивање удаљености до звезданог јата или галаксије у којој се оне налазе. Пошто релација „период-луминозност“ може да се калибрише са веома великом прецизношћу коришћењем најближе звезде цефеиде, удаљености нађене овим методом су међу најтачније утврђеним удаљеностима које су нам данас на располагању.

## Историја
Едвард Пигот је 10. септембра 1784. открио варијабилност Ета Аквили, првог познатог представника класе класичних варијабли Цефеида. Џон Гудрик је открио да је истоимена звезда за класичне Цефеиде, Делта Цефеј, променљива неколико месеци касније. Број сличних варијабли порастао је на неколико десетина до краја 19. века, а они су се називале класом Цефеида. Већина Цефеида је била позната по карактеристичним облицима светлосних кривуља са брзим повећањем осветљености и грбом, али неке са симетричним светлосним кривинама су биле познате као Геминиди по прототипу ζ Геминорум.
Однос између периода и луминозности за класичне Цефеиде открила је 1908. Хенриета Свон Ливит у истраживању хиљада променљивих звезда у Магелановим облацима. Она је то објавила 1912. године са додатним доказима.
Године 1913, Ејнар Херцшпрунг је покушао да пронађе удаљености до 13 Цефеида користећи њихово кретање кроз небо. (Његови резултати ће касније захтевати ревизију.) Године 1918, Харлоу Шепли је користио Цефеиде да постави почетна ограничења на величину и облик Млечног пута и на положај нашег Сунца у њему. Едвин Хабл је 1924. установио растојање до класичних променљивих Цефеида у галаксији Андромеда, до тада познатој као „Андромедина маглина“ и показао да те варијабле нису чланови Млечног пута. Хаблово откриће решило је питање постављено у „Великој дебати“ о томе да ли Млечни пут представља цео Универзум или је само једна од многих галаксија у свемиру.
Године 1929, Хабл и Милтон Л. Хјумејсон формулисали су оно што је сада познато као Хаблов закон комбиновањем удаљености Цефеида до неколико галаксија са Весто Слиферовим мерењима брзине којом се те галаксије удаљују од нас. Открили су да се свемир шири, потврђујући теорије Георгеса Лемајтра.
Средином 20. века, значајни проблеми са астрономском скалом удаљености су решени поделом Цефеида у различите класе са веома различитим особинама. Током 1940-их, Валтер Баде је препознао две одвојене популације Цефеида (класичну и тип II). Класичне Цефеиде су млађе и масивније звезде популације I, док су Цефеиде типа II старије, слабије звезде Популације II. Класичне Цефеиде и Цефеиде типа II прате различите односе период-светлост. Луминозност Цефеида типа II је у просеку мања од класичних Цефеида за око 1,5 магнитуде (али и даље је светлија од звезда РР Лира). Бадеово основно откриће довело је до двоструког повећања удаљености до М31 и екстрагалактичке скале удаљености. Звезде РР Лире, тада познате као Кластерске варијабле, биле су прилично рано препознате као посебна класа променљивих, делимично због њихових кратких периода.
Механику пулсирања као топлотног мотора предложио је 1917. Артур Стенли Едингтон (који је опширно писао о динамици Цефеида), али је С. А. Жевакин тек 1953. идентификовао јонизовани хелијум као вероватан вентил за покретач.

## Опис
Цефеида обично припада популацији I, и то је џиновска жута звезда. Цефеиде пулсирају, наизменично се ширећи и сажимајући, што резултује у регуларном осциловању њене луминозности. Луминозност цефеида налази се у интервалу од 103 до 104 пута луминозности Сунца. Пошто су цефеиде из популације I, оне се понекад називају и Тип I цефеиде, док су њима сличне (али које припадају популацији II) променљиве типа W Virginis звезде познате као Тип II цефеиде. 
Тачна маса цефеида за дату, познату, сјајност или осцилације не може се одредити са било којом великом прецизношћу, али астрономи се надају да ће стећи информације и о томе на основу скоро откривене, треће, звезде из система Поларис.
Промене у луминозности су проузроковане циклусима јонизације хелијума у звездиној атмосфери, који су праћени експанзијом (ширењем) и дејонизацијом. Док је јонизована, атмосфера звезде је мање пропусна за светлост. Овај циклус јонизације и дејонизације има период који је у грубом једнак динамичком временском интервалу звезде, тако да на основу њега добијамо и информације о средњој густини звезде једнако добро као и о њеној луминозности.

## Подела цефеида

### Делта цефеиде
Делта цефеиде се одликују врло постојаним и дугим периодима промене сјаја који могу бити између 1,5 и 50 дана. У скорије време пронађене су цефеиде с периодима дужим од 100 дана. Амплитуде промене сјаја - разлика привидних величина у максимуму и минимуму сјаја – могу се кретати у интервалу 0,2 - 2,0 звездане величине. Карактеристичан представник звезда овог типа је делта Цефеја. Делта цефеиде припадају звездама спектралног типа Ф, Г и К, њихове апсолутне магнитуде досежу до -6 (што значи да могу бити 10.000 пута сјајније од Сунца). Време потребно да се њихов сјај повећа и опет смањи (период променљиве звезде) говори нам колики је њихов апсолутни сјај. Упоредимо ли потом ту величину с привидним сјајем цефеиде, лако можемо израчунати колико је она од нас удаљена. Цефеиде су стога нарочите важне у астрономији, јер омогућују одређивање удаљености и изван наше Галаксије.

### W Virginis
Врло су сличне цефеидама, но оне су старије звезде популације II, сиромашније тежим елементима. Периоди промене сјаја код ових звезда варирају од 2 до 45 дана с амплитудама од 0,3 до 1,2 магнитуде.

### RR Lyrae
Сличне су цефеидама, али имају нешто мањи луминозитет. То су старе звезде популације II, масе отприлике једнаке Сунчевој. Припадају збијеним јатима. Све оне врло брзо мењају свој сјај, периоди износе између 0,05 и 1,2 дана, а притом им се сјај најчешће мења за око једну звездану величину.

### Delta Scuti
Припадају спектралним типовима А0 – Ф5, амплитуде промене сјаја су им од 0,003 до 0,9 магнитуда, периоди су им 0,01 до 0,2 дана. Променљиве ове врсте настањују подручје галактичке равни, тј. диска.

### SX Phoenicis
Сличне су променљивим звездама типа delta Scuti, припадају спектралним класама А2 - Ф5. Најчешће се опажају у кугластим јатима. Сјај им се мења с амплитудом од 0,7 магнитуде, а периоди су им 1-2 сата.

## Неизвесне удаљености
Главне међу несигурностима везаним за класичну скалу удаљености Цефеида и типа II су: природа односа период-луминозност у различитим пропусним опсезима, утицај металности и на нулту тачку и на нагиб тих односа, и ефекти фотометријске контаминације (мешање са другим звездама) и променљив (обично непознат) закон о изумирању на цефеиним удаљеностима. О свим овим темама се активно расправља у литератури.
Ова нерешена питања су резултирала наведеним вредностима за Хаблову константу (утврђену из класичних цефеида) у распону између 60 km/s/Mpc и 80 km/s/Mpc. Решавање овог неслагања је један од најважнијих проблема у астрономији јер космолошки параметри Универзума могу бити ограничени давањем прецизне вредности Хаблове константе. Неизвесности су се смањиле током година, делом због открића као што је РС Пупис.
Делта Цефеи је такође од посебног значаја као калибратор релације цефеиног периода и луминозности, јер је његова удаљеност међу најпрецизнијим утврђеним за Цефеиду, делом због тога што је члан звезданог јата и доступности прецизне паралаксе Хабловог свемирског телескопа/Хипаркоса. Тачност мерења удаљености паралаксе до варијабли Цефеида и других тела унутар 7.500 светлосних година знатно је побољшана упоређивањем слика са Хабла снимљених у размаку од шест месеци када су Земља и Хабл на супротним странама Сунца.